# 샤니나 샤이크
샤니나 샤이크(Shanina Shaik, 1991년 2월 11일 ~ )는 오스트레일리아의 모델이다. 리투아니아-오스트레일리아계 어머니와 사우디아라비아-파키스탄계 아버지 사이에서 태어났다.